# Громадська сільська рада (Літинський район)
| Громадська сільська рада — колишній орган місцевого самоврядування у Літинському районі Вінницької області з адміністративним центром у с. Громадське. Сільській раді були підпорядковані населені пункти: - с. Громадське - с. Кусиківці |

## Склад ради
Рада складалася з 16 депутатів та голови.

## Керівний склад сільської ради
| ПІБ                            | Основні відомості                                                 | Дата обрання | Дата звільнення |
| ------------------------------ | ----------------------------------------------------------------- | ------------ | --------------- |
| Ящук Василь Хомич              | Сільський голова, 1942 року народження, освіта, безпартійний      | 26.03.2006   | 31.10.2010      |
| Любченко Олександр Олексійович | Сільський голова, 1957 року народження, освіта вища, безпартійний | 31.10.2010   | 06.11.2015      |
| Король Анатолій Олексійович    | Сільський голова, 1976 року народження, освіта вища, безпартійний | 06.11.2015   |                 |